# فرودگاه شهری مارش‌فیلد (ماساچوست)

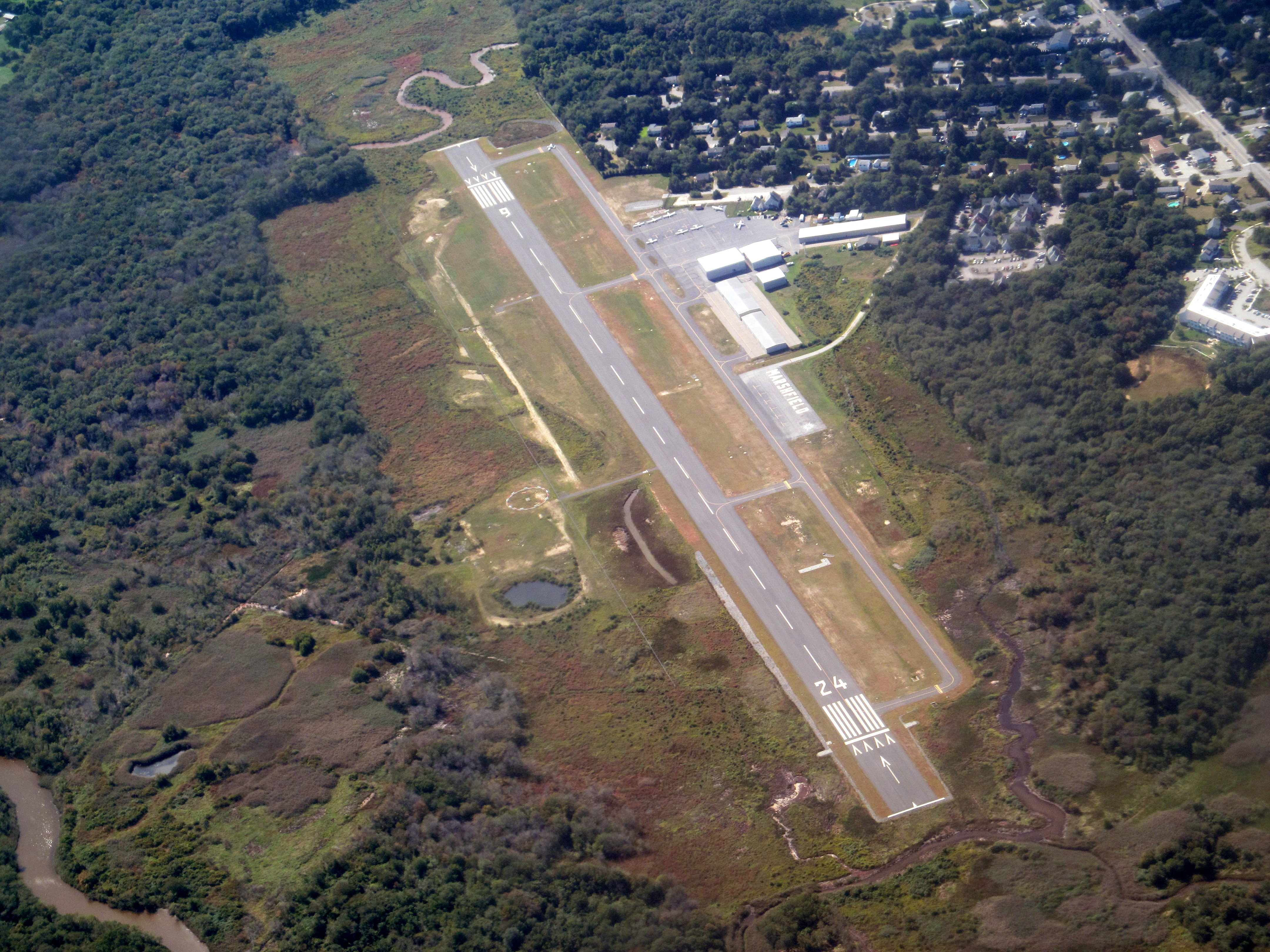
نمایی از بالا(دید پرنده) باند فرودگاه

فرودگاه شهری مارش‌فیلد (ماساچوست) (به انگلیسی: Marshfield Municipal Airport (Massachusetts)) (به زبان بومی: George Harlow Field) یک فرودگاه همگانی است که یک باند فرود آسفالت دارد و طول باند آن ۹۱۵ متر است. این فرودگاه در شهر مارشفیلد، ماساچوست کشور ایالات متحده آمریکا قرار دارد و در ارتفاع ۳ متری از سطح دریا واقع شده‌است.